# Mały Bill
Mały Bill (ang. Little Bill, 1999-2004) – amerykański serial animowany nadawany przez amerykańską stację CBS w bloku Nick Jr. od 28 listopada 1999 roku do 4 lutego 2004 roku. W Polsce premiera serialu odbyła się 4 października 2010 roku na kanale Nick Jr. Polska.

## Fabuła
Serial opisuje przygody małego Billa i jego rodziny, którzy przeżywają niesamowite przygody.

## Obsada
- Xavier Pritchett jako Mały Bill
- Gregory Hines jako Wielki Bill
- Phylicia Rashad jako Brenda
- Monique Beasley jako April
- Devon Malik Beckford jako Bobby
- Ruby Dee jako Wielka Alice
- Eunice Cho jako Kiku

## Polski dubbing
Wersja polska: na zlecenie Nickelodeon Polska – Master Film

Reżyseria: Agata Gawrońska-Bauman

Dialogi polskie: Antonina Kasprzak

Dźwięk i montaż: Paweł Nowacki

Kierownictwo muzyczne: Piotr Gogol (odc. 2)

Kierownictwo produkcji: Katarzyna Fijałkowska

Nadzór merytoryczny: Aleksandra Dobrowolska, Katarzyna Dryńska

Wystąpili:
- Beniamin Lewandowski – Bill
- Elżbieta Kijowska – Alicja Pra (babcia Billa)
- Izabella Bukowska-Chądzyńska – mama Billa
- Radosław Pazura – Duży Bill (tata Billa)
- Martyna Sommer
- Małgorzata Steczkowska
- Justyna Bojczuk – April
- Jan Rotowski
- Maciej Musiał – Bobby

W pozostałych rolach:
- Anna Gajewska – pani przedszkolanka
- Janusz Wituch – wujek Al
- Waldemar Barwiński – Kapitan Burza
- Karol Wróblewski – lekarz (odc. 19a)
- Klaudiusz Kaufmann – głos w szpitalu (odc. 19a)
- Beata Jankowska-Tzimas
- Joanna Pach

i inni
Tekst piosenki: Andrzej Brzeski (odc. 2)

Śpiewali: Piotr Gogol, Katarzyna Łaska, Magdalena Tul (odc. 2)

Lektor: Paweł Bukrewicz

## Odcinki
- Serial liczy 52 odcinki.
- W Polsce nadawany był na kanale Nick Jr. Polska.
- 1 czerwca 2011 roku z okazji Dnia Dziecka zostało wyemitowanych kilka odcinków na kanale Nickelodeon Polska.
- Ostatni raz serial został wyemitowany 29 grudnia 2013 roku na kanale Nick Jr. Polska.

### Spis odcinków
| N/o            | Polski tytuł                                      | Angielski tytuł                                  |
| -------------- | ------------------------------------------------- | ------------------------------------------------ |
|                |                                                   |                                                  |
| SERIA PIERWSZA |                                                   |                                                  |
|                |                                                   |                                                  |
| 01             | Szukamy skarbu                                    | The Treasure Hunt                                |
| 01             | Najlepszy sposób na zabawę                        | The Best Way To Play                             |
|                |                                                   |                                                  |
| 02             | Ryk Monty’ego                                     | Monty’s Roar                                     |
| 02             | Salon piękności                                   | Natural Root Pals                                |
|                |                                                   |                                                  |
| 03             | Tam i tu Woobi-di-doo                             | Zoopity-Zoo                                      |
| 03             | Park sąsiedztwa                                   | The Neighborhood Park                            |
|                |                                                   |                                                  |
| 04             | Gupiki                                            | Guppies                                          |
| 04             | Magiczny koc                                      | The Magic Quilt                                  |
|                |                                                   |                                                  |
| 05             | Mała dzidzia                                      | Just a Baby                                      |
| 05             | Nasz biwak                                        | The Campout                                      |
|                |                                                   |                                                  |
| 06             | Dolar                                             | The Dollar                                       |
| 06             | Głos                                              | The Voice                                        |
|                |                                                   |                                                  |
| 07             | Pudło z kurami                                    | Chicken Box                                      |
| 07             | Katastrofa morska                                 | Shipwreck Saturday                               |
|                |                                                   |                                                  |
| 08             | Obietnica                                         | The Promise                                      |
| 08             | Praktyka                                          | The Practice                                     |
|                |                                                   |                                                  |
| 09             | Najwstrętniejsze wyzwisko                         | The Meanest Thing to Say                         |
| 09             | Przygoda z toaletą                                | Lavatory Story                                   |
|                |                                                   |                                                  |
| 10             |                                                   | Big Kid                                          |
| 10             | The Bills Go To Work                              |                                                  |
|                |                                                   |                                                  |
| 11             | Daleko jeszcze?                                   | Are We There Yet?                                |
| 11             | Super Park Rozrywki                               | Super Family Fun Land!                           |
|                |                                                   |                                                  |
| 12             | Zoo                                               | The Zoo                                          |
| 12             | Mój pupil - słonik                                | My Pet Elephant                                  |
|                |                                                   |                                                  |
| 13             | Kopia kota                                        | Copy Cat                                         |
| 13             | Dzień zdjęć                                       | Photo Day                                        |
|                |                                                   |                                                  |
| 14             |                                                   | Elephant On The Loose                            |
| 14             | Jak ptak zadzwoni, to odbierz                     | If a Bird Rings, Answer It                       |
|                |                                                   |                                                  |
| 15             | Miś ceremonii                                     | The Ring Bear                                    |
| 15             | Ślub pani Murray                                  | Miss Murray’s Wedding                            |
|                |                                                   |                                                  |
| 16             | Kosmiczne przygody Małego Billa z Kapitanem Burzą | Little Bill’s Adventure With Captain Brainstorm! |
|                |                                                   |                                                  |
| 17             | Urodzinowy prezent                                | The Birthday Present                             |
| 17             | Urodzinowe przyjęcie                              | The Birthday Party                               |
|                |                                                   |                                                  |
| 18             | Fikamy koziołki                                   | Rolling Along                                    |
| 18             | Lek na tremę                                      | The Stage Trick                                  |
|                |                                                   |                                                  |
| 19             | Wyprawa do szpitala                               | A Trip To The Hospital                           |
| 19             | Tak robić nie wolno                               | The Wrong Thing To Do                            |
|                |                                                   |                                                  |
| 20             | Dziś jest dzień matki                             | Making Mother’s Day                              |
| 20             | Mały fotograf                                     | Picture Perfect                                  |
|                |                                                   |                                                  |
| 21             |                                                   | Number One On Honeywood Street                   |
| 21             | Baseball Glovers                                  |                                                  |
|                |                                                   |                                                  |
| 22             | Lekcja skrzypiec                                  | The Violin Lesson                                |
| 22             | Squirmy                                           |                                                  |
|                |                                                   |                                                  |
| 23             |                                                   | Michael Sleeps Over                              |
| 23             | Pierwszy śnieg Michała                            | Michael’s First Snow                             |
|                |                                                   |                                                  |
| 24             | Wizyta Monty’ego                                  | Monty’s Visit                                    |
| 24             | Wycieczka mamy                                    | Mom’s Trip                                       |
|                |                                                   |                                                  |
| 25             | Mały kelner                                       | The Snack Helper                                 |
| 25             | Pączki                                            | Buds                                             |
|                |                                                   |                                                  |
| 26             | Dzień na plaży                                    | A Day At The Beach                               |
| 26             | Piosenka na wyzdrowienie                          | The Get Well Song                                |
|                |                                                   |                                                  |
| SERIA DRUGA    |                                                   |                                                  |
|                |                                                   |                                                  |
| 27             | Coraz mniejszy i mniejszy Mały Bill               | The Incredible Shrinking Little Bill             |
| 27             | Duży plac                                         | The Big Swings                                   |
|                |                                                   |                                                  |
| 28             | Nowi sąsiedzi                                     | The New Neighbors                                |
| 28             | Pieskie czary                                     | Doggie Magic                                     |
|                |                                                   |                                                  |
| 29             | Kluczyki                                          | The Car Keys                                     |
| 29             | Opiekunowie                                       | Doggie Sitting                                   |
|                |                                                   |                                                  |
| 30             | Jedno Słońce, jeden Księżyc, jedna gwiazda        | Same Moon, Same Sun, Same Star                   |
| 30             | Rodzina w komplecie                               | All Together Now                                 |
|                |                                                   |                                                  |
| 31             | Co z Frulikiem?                                   | Wabbit Worries                                   |
| 31             | Frulicze dzieci                                   | Wabbit Babies                                    |
|                |                                                   |                                                  |
| 32             | Do czytania, gotów, start!                        | Ready, Set, Read!                                |
| 32             | Dostałem list                                     | I Got A Letter                                   |
|                |                                                   |                                                  |
| 33             | Nowe jedzenie                                     | New Food                                         |
| 33             | Sztuczki Słonika                                  | Elephant Tricks                                  |
|                |                                                   |                                                  |
| 34             | Wielka awantura                                   | When Friends Get Mad                             |
| 34             | Pudło z dekoracjami                               | The Party Box                                    |
|                |                                                   |                                                  |
| 35             | Próba milczenia                                   | The No Talking Contest                           |
| 35             | Poszukiwanie skarpetki                            | The Search for The Sock                          |
|                |                                                   |                                                  |
| 36             | Plażowanie w środku zimy                          | Summertime in the Wintertime                     |
| 36             | Wyścigówa                                         | Snow Racer                                       |
|                |                                                   |                                                  |
| 37             | A co ze mną?                                      | What About Me?                                   |
| 37             | Nie urodzinowe przyjęcie                          | Happy Not Birthday To You                        |
|                |                                                   |                                                  |
| 38             | Monty w naszej grupie                             | Monty Joins The Class                            |
| 38             | Tata w przedszkolu                                | Dad Goes To School                               |
|                |                                                   |                                                  |
| 39             | Wyścigi                                           | Racing Time                                      |
| 39             | All Tied Up                                       |                                                  |
|                |                                                   |                                                  |
| 40             | Niespodzianka!                                    | The Surprise!                                    |
| 40             | Good Ol’ Lightnin’                                |                                                  |
|                |                                                   |                                                  |
| 41             | Wyzdrowiej, słoniku                               | Get Well, Elephant                               |
| 41             | Najlepszy przyjaciel słonika                      | Elephant’s Best Friend                           |
|                |                                                   |                                                  |
| 42             | Nowa opiekunka                                    | The New Babysitter                               |
| 42             | Moja przyjaciółka Izabela                         | My Friend Isabel                                 |
|                |                                                   |                                                  |
| 43             |                                                   | The Halloween Costume                            |
| 43             | The Haunted Halloween Party                       |                                                  |
|                |                                                   |                                                  |
| 44             |                                                   | The Best Book Ever!                              |
| 44             | A Ramp For Monty                                  |                                                  |
|                |                                                   |                                                  |
| 45             | Lekcja jeżdżenia na deskorolce                    | The Skating Lesson                               |
| 45             | Mr. Moth                                          |                                                  |
|                |                                                   |                                                  |
| 46             |                                                   | Private Time                                     |
| 46             | Nigdy                                             | Never                                            |
|                |                                                   |                                                  |
| 47             |                                                   | The Musical Instrument                           |
| 47             | Chór                                              | The Choir                                        |
|                |                                                   |                                                  |
| 48             | Wesołych Świąt, Mały Billu                        | Merry Christmas Little Bill                      |
|                |                                                   |                                                  |
| 49             |                                                   | I Can Sign                                       |
| 49             | The Sign For Friend                               |                                                  |
|                |                                                   |                                                  |
| 50             |                                                   | Echo Falls                                       |
| 50             | Idziemy na ryby                                   | Going Fishing                                    |
|                |                                                   |                                                  |
| 51             |                                                   | The Early Bill                                   |
| 51             | Going Camping                                     |                                                  |
|                |                                                   |                                                  |
| 52             | Ogromna kosmiczna przygoda Małego Billa           | Little Bill’s Giant Space Adventure              |
|                |                                                   |                                                  |